# Зулінський Сергій Миколайович
Сергі́й Микола́йович Зулі́нський (7 квітня 1987 — 20 січня 2015) — молодший сержант Збройних сил України, учасник російсько-української війни. Один із «кіборгів».

## Життєвий шлях
Закінчив вінницький гуманітарно-естетичний колегіум № 29.
Проходив строкову військову службу в лавах аеромобільних військ ЗСУ.
Під час війни — доброволець, головний сержант — командир відділення, 81-ша окрема аеромобільна бригада, 90-й окремий аеромобільний батальйон.
28 жовтня 2014-го частина зайняла бойові позиції. На Новий рік побував удома. 19 січня 2015-го передзвонив дружині, сказав: «Привіт кохана, я живий». 20 січня дружина не дочекалася дзвінка й подзвонила сама, почула голос з російським акцентом: «Он больше не вернётся».
20 січня група на двох БТР рушила забрати поранених до АД. В умовах щільного туману та за відсутності зв'язку — «глушили» терористи — десантники на БТРах потрапили в засідку. Під час бою БТР, у якому «Зулік» здійснював штурм з іншими військовиками, врізався в будівельні конструкції аеропорту та вибухнув. Тоді ж загинули солдати Анатолій Доценко, Іван Євдокименко, В'ячеслав Мельник, Андрій Миронюк, Леонід Шевчук.
Вважався зниклим безвісти. Упізнали його близькі, коли тіла полеглих воїнів вивозили з Донецького аеропорту.
Без Сергія лишились батько Микола Станіславович, мати Галина Василівна, дружина Катерина, 8-місячна донька Злата, сестра.
3 квітня 2015-го похований у місті Вінниця, Центральне міське кладовище, Алея Слави. В останню дорогу проводили тисячі вінничан.

## Нагороди та вшанування
- Указом Президента України № 282/2015 від 23 травня 2015 року, «за особисту мужність і високий професіоналізм, виявлені у захисті державного суверенітету та територіальної цілісності України, вірність військовій присязі», нагороджений орденом «За мужність» III ступеня (посмертно)[1].
- Нагороджений нагрудним знаком «За оборону Донецького аеропорту» (посмертно).
- У червні 2015-го у Вінниці відкрито пам'ятну дошку його честі по вулиці Тарногродського на будинку, у якому він проживав.
- 9 вересня 2015-го на будівлі вінницького гуманітарно-естетичного колегіуму № 29, у якому він навчався, відкрито меморіальну дошку.
- 25 грудня 2015-го рішенням Вінницької міської ради вулицю Тарногородського перейменовано на вулицю Сергія Зулінського.
- Вшановується в меморіальному комплексі «Зала пам'яті», в щоденному ранковому церемоніалі 20 січня[2][3].